# Johann Georg Berlich
Johann Georg Berlich (* 24. Mai 1625 in Sandersdorf; † 22. September 1675 in Chemnitz) war ein sächsischer Kommunalpolitiker und Rittergutsbesitzer. Er war Bürgermeister der Stadt Chemnitz im Kurfürstentum Sachsen.

## Leben
Johann Georg Berlich stammte aus einer thüringischen Beamtenfamilie. Sein Großvater Peter Berlich war Amtmann des Amtes Tautenburg und Landrichter in Bürgel. Sein Vater war der spätere Stiftsuperintendent, Domherr und Dekan des Stifts St. Sicti in Merseburg Georg Berlich, der auch Konsistorialrat im Konsistorium Merseburg war.
Berlich schlug wie seine Vorfahren eine Verwaltungslaufbahn ein. Im Alter von 15 Jahren beteiligte er sich bereits in Halle an der Schrift Disputatio Theologica Quarta De Scripturae Divisione Et Dei Natura. 1653 war er an der Entstehung der in Leipzig bei Johannes Wittigau erschienenen lateinischen Druckschrift Centuria positionum juridicarum De juribus foeminarum singularibus [...] decem dispvtationibvs … beteiligt. Zwei Jahre später wurde Johann Georg Berlich in Chemnitz zum Bürgermeister gewählt. Insgesamt war Berlich achtmal regierender Bürgermeister der Stadt Chemnitz.
Er war Erbherr auf Geiselröhlitz, wo er das dortige Rittergut besaß, zu dem auch Zinseinnahmen aus Schortau gehörten, auf die später auch die Grafen von Brühl Anspruch hatten. Christian Friedrich Garmann widmete ihm seine erst im Jahre 2003 erschienene Publikation De miraculis mortuorum.
Verheiratet war er seit dem 13. Juli 1653 mit Maria, geborene Tzschoppelt († 1670). Diese Ehe blieb kinderlos, so dass nach seinem Tod sein Besitz an seine Geschwister und deren Familien fiel. Darunter befand sich auf der spätere Leipziger Universitätsprofessor Georg Möbius, der mit seiner 1628 geborenen Schwester Christina Berlich verheiratet war.